# Свіч Василь Антонович
Василь Антонович Свіч (нар. 20 лютого 1937, село Мерло Богодухівського району Харківської області — пом. 27 липня 2018, Харків) — радянський та український радіофізик, доктор фізико-математичних наук, професор, у 1993—1998 — ректор Харківського університету.

## Життєпис
Народився у селянській родині. Батько після німецько-радянської війни став інвалідом першої групи, мати працювала у колгоспі. У 8-10 класи вчився у Крисинській середній школі, яка знаходилася за 17 км від його оселі.
У 1955—1957 р. був курсантом льотного військового училища у Харкові. У 1957—1959 рр.працював слюсарем-лекальником в інструментальний цех 8-го Державного підшипникового заводу (Харків).
У 1959 р. вступив на радіофізичний факультет Харківського університету, закінчив його у 1964 р. У 1963—1964 рр. працював вчителем фізики у середній школі робітничої молоді № 7 м. Харкова.
У 1964—1968 рр. працював молодшим науковим співробітником, старшим інженером проблемної лабораторії Харківського університету.
У 1968—1971 рр. навчався в аспірантурі при Харківському університеті. У 1971 році захистив кандидатську дисертацію за темою «Експериментальне дослідження квантових генераторів субміліметрового діапазону».
У 1971—1973 рр. — старший науковий співробітник науково-дослідного сектора, у 1973—1975 рр. — завідувач проблемної лабораторії напівпровідникової техніки Харківського університету.
У 1975 р. став доцентом кафедри квантової радіофізики, у 1983 р. — завідувачем кафедрою.
У 1990 — захистив докторську дисертацію за темою «Лазерні засоби діагностики високотемпературної плазми в діапазоні субміліметрових хвиль» та отримав звання професора.
У 1979—1993 рр. — декан радіофізичного факультету.
1993—1998 — ректор Харківського університету.

## Наукова діяльність
Досліджував квантові генератори субміліметрового діапазону. Вперше в СРСР розроблені і створені газорозрядні і лазери субміліметрового діапазону з оптичним накачуванням. На їх основі були створені інтерферометри-поляриметри для діагностики плазми. Вперше в світі отримано понад 1000 нових ліній генерації в субміліметровому діапазоні довжин хвиль. Розроблені нові типи квазіоптичних відкритих і хвилеводних лазерних резонаторів, на основі яких створені широкодіапазонні малогабаритні субміліметрові лазери і лазери інфрачервоного діапазону з заданим розподілом вихідного випромінювання. За розробку квантових генераторів СБМ-діапазону Свічу та С. П. Дюбко у 1971 р. присуджена Республіканська комсомольська премія імені М. Островського в галузі науки і техніки. Під керівництвом Свіча був освоєний новий тип генераторів СБМ-діапазону з оптичним накачуванням. Запропонував ряд нових робочих речовин для квантових генераторів СБМ-діапазону.
Під його керівництвом був освоєний новий тип генераторів СБМ діапазону з оптичним накачуванням, запропоновано ряд нових робочих речовин для генераторів цього діапазону. 
Читав курси «Радіовиміри», «Вступ до спеціальності», а також спецкурси.
Був членом Наукової Ради НАН України з проблеми «Квантова електроніка», членом редколегій журналів «Радіофізика та електроніка» НАН України, «Фізична інженерія поверхні», головним редактором «Вісника ХНУ імені В. Н. Каразіна» (серія «Радіофізика та електроніка»), членом Ради з квантової електроніки при НАН України.
Разом з колективом співробітників кафедри квантової радіофізики став лауреатом Державної премії України в галузі науки і техніки за 1994 рік за роботу по темі «Дослідження і розробки субміліметрових молекулярних лазерів з оптичним накачуванням».
Заслужений професор ХНУ імені В. Н. Каразіна (2002), заслужений винахідник СРСР.
Автор близько 200 наукових публікацій, має 22 авторських свідоцтва на винаходи (частина з них не публікувалася у відкритих джерелах). Під його науковим керівництвом захищено 7 кандидатських та одна докторська дисертації.

## Нагороди
- Медаль «За трудову відзнаку»
- Медаль імені тричі Героя Радянського Союзу Івана Кожедуба.
- Орден «За заслуги» 3-го ступеня (2005).
- Знак Міністерства освіти і науки «За наукові досягнення» (2007).
- Медаль «Чесний знак молоді» (Чехословаччина).